# 로블록스 코퍼레이션
로블록스 코퍼레이션(Roblox corporation)은 로블록스를 제작 및 배급한 게임 제작사이다. 데이비드 바수츠키와 에릭카셀이 2004년 설립한 이 회사는 로블록스를 제작했다. 2021년 12월 31일 기준 로블록스 코퍼레이션의 직원은 약 1,600명이다.

## 역사
1989년 데이비드 바수츠키가 교육용 프로그램 Knowledge Revolution를 제작했다. 그 해 데이비드 바수츠키와 에릭카셀이 처음 2D 시뮬레이션 Interactive Physics를 제작해 시뮬레이션을 해 모델 시스템 발전으로 이어져 로블록스의 틀을 다진다. 그후 MSC Software에 인수 되어 데이비드 바수츠키와 에릭카셀이 고위직 자리에 오르게 된다. 이후 2000년대 퇴사하고, 2000년부터 2002년 사이 엔젤 투자 회사인 Baszucki & Associates를 설립한다. 그 이후 2004년 데이비드 바수츠키와 에릭카셀이 로블록스 코퍼레이션을 설립한다. 첫 개발 장소인 멘로파크에서 베타인 비디오 게임, 다이나믹 블록스를 제작을 시작했다. 그후 2005년 게임 이름을 Roblox로 변경하고 2006년 9월 1일에 정식 발매했다.
2013년 2월 11일, 에릭 카셀이 암으로 사망하였다. 직원이 2013년 12월 68명에서 2016년 12월, 163명으로 늘었다. 그 회사가 국제 확장을 위해 2017년 3월 Meritech Capital Partners와 Index Ventures가 주도하는 펀딩, Roblox International를 설립해 2018년 3월 Chris Misner를 사장으로 임명했다. 그는 로블록스를 중국어,프랑스어,독일어를 2019년 3월에 지원했다. 2018년 9월 로블록스의 타사의 클라우드 서비스를 독점적 운영을 위해 Dan Williams를 고용했다. 그 회사는 2018년 모바일 네트워크 최적화 서비스에 좋은 PacketZoom를 인수했다. PacketZoom의 직원, 사장 등등이 로블록스 코퍼레이션 직원이 되었다.
앤드리슨 호로위츠가 이끄는 펀딩 라운드에서 로블록스 코퍼레이션에 1억 5천 달러를 지원하고 회사 가치를 40억으로 측정했다. 그 달 말, 그들은 로블록스 코퍼레이션의 주식을 RBLX로 상장 시켰다. 이때까지는 회사에 830명 이상 정규직 직원과 1,700명의 "신뢰 및 안전 대리인"이 있었다. 그후 로블록스 코퍼레이션은 2020년 12월에 3D 아바타를 만드는 회사 Loom.ai를 인수했다. 2021년 1월 로블록스 코퍼레이션은 IPO가 아닌 직접 상장을 추진하겠다고 발표했다. 미국 증권거래위원회가 게임내 가상화폐 Robux의 판매 방식 변경을 요구했다. 이후 Dragoneer Investment Group와 Altimeter Capital가 회사가치를 295억 달러로 평가해 자금을 조달받았다.

## 제작한 프로그램 및 앱
- 로블록스
- 로블록스 스튜디오

## 개발자 및 관리자
- 데이비드 바수츠키
- 에릭 카셀
- 등등

## 같이 보기
- 로블록스
- 에릭 카셀
- 데이비드 바수츠키